# Andrei Alexandrowitsch Solomennikow
Andrei Alexandrowitsch Solomennikow (russisch Андрей Александрович Соломенников; * 10. Juni 1987 in Ischewsk) ist ein ehemaliger russischer Radrennfahrer.

## Karriere
Solomennikow wurde 2005 Vize-Europameister der Junioren im Straßenrennen.
Nachdem er im Erwachsenenbereich 2007 mit dem Gran Premio San Giuseppe seinen ersten internationalen Wettbewerb gewonnen hatte, erhielt er ab der Saison 2018 seinen ersten Vertrag bei einem internationalen Radsportteam, dem UCI Continental Team Katyusha. Für diese Mannschaft gewann er unter anderem im Jahr 2012 mit der Gesamtwertung der Tour du Loir-et-Cher sein erstes internationales Etappenrennen.
Zur Saison 2013 wechselte Solomennikow zum UCI Professional Continental Team RusVelo. Im selben Jahr wurde er bei den russischen Meisterschaften bei einem Dopingtest positiv auf Fenoterol getestet und anschließend für sechs Monate gesperrt. Nach seiner Sperre gewann er unter anderem die Gesamtwertung der Five Rings of Moscow 2014. Nach dem Ende der Saison 2017 beendete er seine internationale Karriere.

## Erfolge
2007
- Gran Premio San Giuseppe

2011
- Prolog Five Rings of Moscow
- Coppa della Pace

2012
- Mannschaftszeitfahren Circuit des Ardennes
- Gesamtwertung Tour du Loir-et-Cher

2014
- Memorial of Oleg Dyachenko
- Gesamtwertung Five Rings of Moscow

2015
- Krasnodar–Anapa

## Teams
- 2008 Katusha
- 2009 Katusha Continental Team
- 2010 Itera-Katusha
- 2011 Itera-Katusha
- 2012 Itera-Katusha
- 2013 RusVelo
- 2014 RusVelo
- 2015 RusVelo
- 2016 Gazprom-RusVelo
- 2017 Gazprom-RusVelo